# Liste der Kulturdenkmale in Bühlertann
In der Liste der Kulturdenkmale in Bühlertann sind Bau- und Kunstdenkmale der Stadt Bühlertann verzeichnet, die im „Verzeichnis der unbeweglichen Bau- und Kunstdenkmale und der zu prüfenden Objekte“ des Landesamts für Denkmalpflege Baden-Württemberg verzeichnet sind. Dieses Verzeichnis ist nicht öffentlich und kann nur bei „berechtigtem Interesse“ eingesehen werden. Die folgende Liste ist daher nicht vollständig und beruht auf anderweitig veröffentlichten Angaben.

## Bühlertann
| Bild           | Bezeichnung                                                | Lage                                            | Datierung                      | Beschreibung                                                                      | ID |
| -------------- | ---------------------------------------------------------- | ----------------------------------------------- | ------------------------------ | --------------------------------------------------------------------------------- | -- |
|                | Wohnstallhaus Brühlstraße 5                                | Bühlertann, Brühlstraße 5 (Karte)               | 1723                           | Geschützt nach § 2 DSchG                                                          | BW |
|                | Wohnstallhaus Ellwanger Straße 3                           | Bühlertann, Ellwanger Straße 3 (Karte)          | 1718                           | Erhaltenswertes historisches Gebäude                                              | BW |
|                | So genannte Salzschmiede                                   | Bühlertann, Ellwanger Straße 5 (Karte)          | 1718                           | Geschützt nach § 2 DSchG                                                          | BW |
|                | Scheune Gartenstraße 1                                     | Bühlertann, Gartenstraße 1 (Karte)              | im Kern frühes 19. Jahrhundert | Geschützt nach §§ Erhaltenswertes historisches Gebäude DSchG                      | BW |
|                | Wohnhaus Gartenstraße 4                                    | Bühlertann, Gartenstraße 4 (Karte)              | 1912                           | Geschützt nach §§ Erhaltenswertes historisches Gebäude DSchG                      | BW |
|                | Wohnhaus mit Scheune Grabenstraße 1                        | Bühlertann, Grabenstraße 1 (Karte)              | im Kern 18. Jahrhundert        | Erhaltenswertes historisches Gebäude                                              | BW |
|                | Wohnhaus Grabenstraße 2                                    | Bühlertann, Grabenstraße 2 (Karte)              | im Kern 16. Jahrhundert        | Geschützt nach § 2 DSchG                                                          | BW |
|                | Wohnhaus Grabenstraße 4                                    | Bühlertann, Grabenstraße 4 (Karte)              | 1878                           | Erhaltenswertes historisches Gebäude                                              | BW |
|                | Ehem. Kellerhaus des Gasthofs Stern                        | Bühlertann, Haller Straße 2 (Karte)             | um 1800                        | Erhaltenswertes historisches Gebäude                                              | BW |
|                | St.-Nepomuk-Statue                                         | Bühlertann, Hauptstraße / Bühler-Brücke (Karte) | 1766                           | Geschützt nach § 2 DSchG                                                          |    |
|                | Wohnhaus Hauptstraße 1 (ehem. Färberhaus, später Bäckerei) | Bühlertann, Hauptstraße 1 (Karte)               | 1789                           | Erhaltenswertes historisches Gebäude                                              | BW |
|                | Gasthaus „Krone“ mit Wirtshausausleger                     | Bühlertann, Hauptstraße 3 (Karte)               | 1862                           | Erhaltenswertes hist. Gebäude, Wirthausausleger §2 DSchG Geschützt nach § 2 DSchG | BW |
|                | Wohnstallhaus Hauptstraße 5                                | Bühlertann, Hauptstraße 5 (Karte)               | 1913                           | Erhaltenswertes historisches Gebäude                                              | BW |
|                | Sandsteintürgewande                                        | Bühlertann, Hauptstraße 6 (Karte)               | 1807                           | Geschützt nach § 2 DSchG                                                          | BW |
|                | Scheune des Gasthofs Stern                                 | Bühlertann, Hauptstraße 7 (Karte)               | 18./19. Jahrhundert            | Erhaltenswertes historisches Gebäude                                              | BW |
|                | Gasthaus Stern mit ehemaliger Brauerei (bis 1946)          | Bühlertann, Hauptstraße 9 (Karte)               | im Kern 17. Jahrhundert        | Geschützt nach § 2 DSchG                                                          | BW |
|                | Rathaus (ehem. Schule bzw. Gasthaus „Zur Sonne“)           | Bühlertann, Hauptstraße 12 (Karte)              | 1767                           | Geschützt nach § 12 DSchG                                                         |    |
|                | Wohnstallhaus Hauptstraße 13                               | Bühlertann, Hauptstraße 13 (Karte)              | 1865                           | Erhaltenswertes historisches Gebäude                                              | BW |
|                | Gasthaus „Bären“                                           | Bühlertann, Hauptstraße 14 (Karte)              | 1617                           | Geschützt nach § 2 DSchG                                                          | BW |
|                | Ehem. Arrestgebäude                                        | Bühlertann, Hauptstraße 15 (Karte)              | 1824                           | Geschützt nach § 2 DSchG                                                          | BW |
|                | Wohnstallhaus Hauptstraße 17                               | Bühlertann, Hauptstraße 17 (Karte)              | 1846                           | Geschützt nach § 2 DSchG                                                          | BW |
|                | Handwerker- / Kleinbauernhaus Hauptstraße 21               | Bühlertann, Hauptstraße 21 (Karte)              | spätes 18. Jahrhundert         | Erhaltenswertes historisches Gebäude                                              | BW |
|                | Wohnstallhaus Hauptstraße 25                               | Bühlertann, Hauptstraße 25 (Karte)              | 18. Jahrhundert                | Erhaltenswertes historisches Gebäude                                              | BW |
|                | Wohnhaus Hauptstraße 28                                    | Bühlertann, Hauptstraße 28 (Karte)              | noch 19. Jahrhundert           | Erhaltenswertes historisches Gebäude                                              | BW |
|                | Kapelle St. Gangolf                                        | Bühlertann, Hauptstraße 29 (Karte)              | im Kern um 1500                | Geschützt nach § 28 DSchG                                                         |    |
|                | Wohnhaus Hauptstraße 32                                    | Bühlertann, Hauptstraße 32 (Karte)              | noch 18. Jahrhundert           | Erhaltenswertes historisches Gebäude                                              | BW |
|                | Wohnhaus mit Scheune Hauptstraße 36                        | Bühlertann, Hauptstraße 36 (Karte)              | im Kern 19. Jahrhundert        | Erhaltenswertes historisches Gebäude                                              | BW |
|                | Scheune Marktstraße 7                                      | Bühlertann, Marktstraße 7                       | spätes 19. Jahrhundert         | Erhaltenswertes historisches Gebäude                                              |    |
|                | Wohnhaus Marktstraße 8                                     | Bühlertann, Marktstraße 8 (Karte)               | im Kern noch 18. Jahrhundert   | Erhaltenswertes historisches Gebäude                                              | BW |
|                | Wohnstallhaus mit Scheune Marktstraße 13                   | Bühlertann, Marktstraße 13 (Karte)              | im Kern 18./19. Jahrhundert    | Erhaltenswertes historisches Gebäude                                              | BW |
|                | Mahlmühle (Obere oder Dorfmühle)                           | Bühlertann, Mühlstraße 15 (Karte)               | 1834                           | Geschützt nach § 2 DSchG                                                          |    |
|                | Wohnhaus Mühlstraße 21                                     | Bühlertann, Mühlstraße 21 (Karte)               | 1856                           | Erhaltenswertes historisches Gebäude                                              | BW |
|                | Wohnstallhaus Mühlstraße 22                                | Bühlertann, Mühlstraße 22 (Karte)               | im Kern 17./18. Jahrhundert    | Erhaltenswertes historisches Gebäude                                              | BW |
|                | Pfarrhaus mit Brunnenstock (Sachgesamtheit)                | Bühlertann, Pfarrstraße 3 (Karte)               | 1590/92                        | Geschützt nach § 2 DSchG                                                          | BW |
|                | Ehem. Schulgebäude                                         | Bühlertann, Pfarrstraße 4 (Karte)               | 1907                           | Erhaltenswertes historisches Gebäude                                              | BW |
|                | Wohnhaus, ehem. Badstube                                   | Bühlertann, Pfarrstraße 5 (Karte)               | im Kern 17. Jahrhundert        | Geschützt nach § 2 DSchG                                                          | BW |
|                | Stallscheune Pfarrstraße 6                                 | Bühlertann, Pfarrstraße 6 (Karte)               | 19. Jahrhundert                | Erhaltenswertes historisches Gebäude                                              | BW |
|                | Zehntscheuer                                               | Bühlertann, Pfarrstraße 7 (Karte)               | 17./18. Jahrhundert            | Geschützt nach § 2 DSchG                                                          | BW |
|                | Wohnhaus Rosenbühl 2                                       | Bühlertann, Rosenbühl 2 (Karte)                 | im Kern 18. Jahrhundert        | Geschützt nach § 2 DSchG                                                          | BW |
|                | Ehem. Saalbau des Gasthauses Linde                         | Bühlertann, Rosenbühl 9 (Karte)                 | 1928                           | Erhaltenswertes historisches Gebäude                                              | BW |
|                | Wohnhaus (ehem. Ziegelei)                                  | Bühlertann, Rosenbühl 18 (Karte)                | 1850                           | Erhaltenswertes historisches Gebäude                                              | BW |
|                | Fachwerkgiebel                                             | Bühlertann, Rosenbühl 22 (Karte)                | 18. Jahrhundert                | Geschützt nach § 2 DSchG                                                          | BW |
|                | Wohnstallhaus Seestraße 3                                  | Bühlertann, Seestraße 3 (Karte)                 | im Kern spätes 18. Jahrhundert | Erhaltenswertes historisches Gebäude                                              | BW |
|                | Wohnhaus Seestraße 5                                       | Bühlertann, Seestraße 5 (Karte)                 | im Kern spätes 18. Jahrhundert | Erhaltenswertes historisches Gebäude                                              | BW |
|                | Ehemaliges Molkereigebäude                                 | Bühlertann, Seestraße 9 (Karte)                 | 1926                           | Erhaltenswertes historisches Gebäude                                              | BW |
|                | Wohnhaus Seestraße 12                                      | Bühlertann, Seestraße 12 (Karte)                | im Kern 18./19. Jahrhundert    | Erhaltenswertes historisches Gebäude                                              | BW |
|                | Wegkapelle                                                 | Bühlertann, Stadtgraben                         | um 1800                        | Geschützt nach § 2 DSchG                                                          |    |
|                | Wohnhaus Stadtgraben 19                                    | Bühlertann, Stadtgraben 19 (Karte)              | noch 18. Jahrhundert           | Erhaltenswertes historisches Gebäude                                              | BW |
|                | Wohnstallhaus St.-Georgs-Platz 1                           | Bühlertann, St.-Georgs-Platz 1 (Karte)          | 18. Jahrhundert                | Geschützt nach § 2 DSchG                                                          | BW |
|                | Wohnstallhaus (ehem. Schultheißenhaus)                     | Bühlertann, St.-Georgs-Platz 2 (Karte)          | 17. Jahrhundert                | Geschützt nach § 2 DSchG                                                          | BW |
| Weitere Bilder | Kath. Kirche St. Georg                                     | Bühlertann, St.-Georgs-Platz 9 (Karte)          | 13. Jahrhundert                | Geschützt nach § 28 DSchG                                                         |    |
|                | Säge                                                       | Bühlertann, Uferweg 3 (Karte)                   | 19./20. Jahrhundert            | Erhaltenswertes historisches Gebäude                                              | BW |
|                | Wohnhaus Ziegelstraße 4                                    | Bühlertann, Ziegelstraße 4 (Karte)              | 1925                           | Erhaltenswertes historisches Gebäude                                              | BW |
|                | Wohnhaus Ziegelstraße 5                                    | Bühlertann, Ziegelstraße 5 (Karte)              | 1899                           | Erhaltenswertes historisches Gebäude                                              | BW |
|                | Wohnhaus Ziegelstraße 6                                    | Bühlertann, Ziegelstraße 6 (Karte)              | 1925                           | Erhaltenswertes historisches Gebäude                                              | BW |

## Kottspiel
| Bild | Bezeichnung | Lage                             | Datierung | Beschreibung | ID |
| ---- | ----------- | -------------------------------- | --------- | ------------ | -- |
|      | Schule      | Kottspiel, Dorfstraße 25 (Karte) |           | [ 1 ]        | BW |